# Emmanuel Carrère
Emmanuel Carrère fr: ɛmanyɛl kaʀɛʀ, (ur. 9 grudnia 1957 w Paryżu) – francuski pisarz, scenarzysta i reżyser filmowy.

## Życiorys
Jest synem francuskiej historyczki Hélène Carrère d’Encausse i Louisa Carrère d’Encausse. Studiował w Instytucie Nauk Politycznych w Paryżu.
Wiele jego książek zostało sfilmowanych. W 2005 wyreżyserował adaptację swojej powieści Wąsy (La Moustache).
Jest współautorem scenariusza komedii Molier na rowerze (Alceste à bicyclette, 2013) z Lambertem Wilsonem i Fabrice Luchinim.
Zasiadał w jury konkursu głównego na 63. MFF w Cannes (2010) oraz na  72. MFF w Wenecji (2015). Był również członkiem jury sekcji "Cinéfondation" na 65. MFF w Cannes (2012).